# 圣约翰大桥
圣约翰大桥（英語：St. Johns Bridge）是美国俄勒冈州波特兰市一座钢构悬索桥，跨越威拉米特河，连接了波特兰西北部工业区的圣约翰和对岸的Linnton，是波特兰的三座公路悬索桥中唯一一座跨过威拉米特河的桥梁。